# Xương bàn đạp
Xương bàn đạp là xương thuộc phần tai giữa của người và động vật có vú. Xương có kích thước nhỏ, trông như chiếc bàn đạp, và danh pháp có nguồn gốc từ hình dạng của xương (tiếng Latinh: Stapes). Xương tham gia dẫn truyền các rung động âm thanh vào tai trong, vào phía trong cửa sổ bầu dục. Đây là xương nhỏ nhất và nhẹ nhất trong tất cả các xương của cơ thể người.

## Cấu tạo

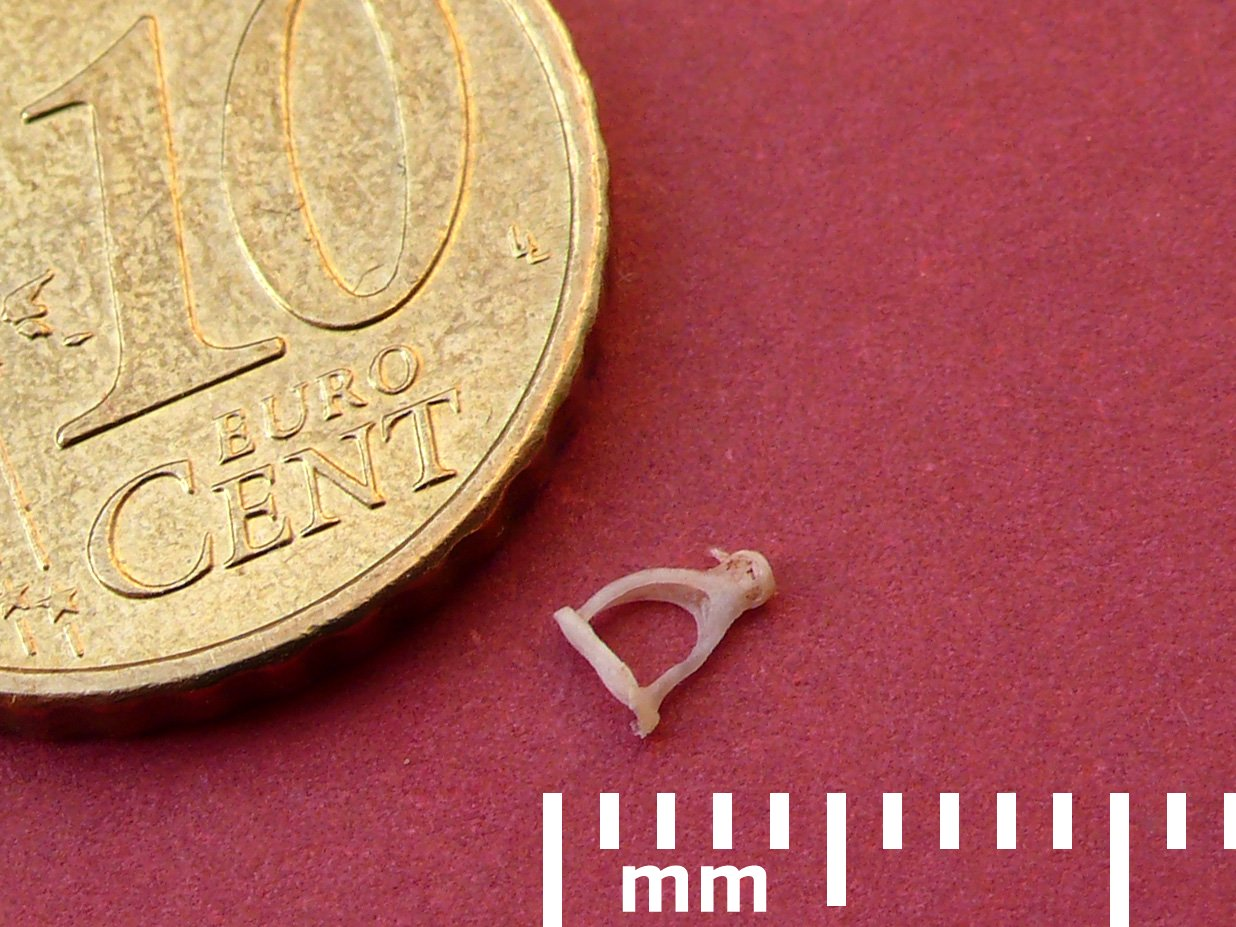
Kích thước của xương bàn đạp, so sánh với đồng xu 10 centeuro.

### Phát triển
Xương bàn đạp phát triển từ cấu trúc cung họng thứ hai, khi phôi được 6 đến 8 tuần. Giữa trung tâm xương bàn đạp có lỗ bịt, là di tích của động mạch bàn đạp thoái hóa trong quá trình phôi thai.